# Circinusgalaxie
Die Circinusgalaxie (PGC 50779) ist eine spiralförmige Typ-2-Seyfertgalaxie vom Hubble-Typ Sb im Sternbild Zirkel am Südsternhimmel. Sie ist die uns am nächsten stehende bekannte Aktive Galaxie und befindet sich gerade einmal 4 Grad unterhalb der Galaktischen Ebene und ist etwa 13 Millionen Lichtjahre von der Milchstraße entfernt.
Die Galaxie enthält große Mengen an turbulentem Gas, das in zwei Ringen um das Zentrum konzentriert ist. Der äußere Ring ist etwa 700 Lichtjahre vom Zentrum der Galaxie entfernt und zeigt starke Sternentstehung. Der innere Ring weist einen Radius von etwa 130 Lichtjahren auf.
Obwohl es sich um eine relativ nahe gelegene Galaxie handelt, wurde sie erst in den 1970er-Jahren entdeckt, da sie von Materie unserer eigenen Galaxie verdunkelt wird.
Die Typ-IIn-Supernova SN 1996cr wurde hier beobachtet.